# Kanon (spel)
Kanon (カノン) är en visuell roman som utvecklades av Key och lanserades den 4 juni, 1999. Kanon blev senare också en roman, manga, OVA, och två TV-anime. Originalspelet lanserades först till PC med åldersgränsen 18+ då den innehåller barnförbjudna scener. Den 7 januari 2007 lanserades en version av Kanon för alla åldrar. Med tiden så lanserades Kanon även till Dreamcast, Playstation 2 och Playstation Portable. De två PC-versionerna återlanserades med stöd för Windows 2000/XP under namnet Kanon Standard Edition.
Kanon har ett flertal gånger blivit adapterade till annan media. Det finns två anime, den första är en 13 avsnitt lång TV-serie som först visades den 30 januari 2002, som även innehåller en OVA, Kanon Kazahana, som lanserades den 3 maj 2003, de båda är producerades av Toei Animation. Den andra animeadaptionen skapades denna gången av Kyoto Animation och visades i Japan mellan den 5 oktober 2006 och 15 mars 2007. Denna version av historien utspelade sig i 24 avsnitt. Historien har också blivit adapterad till romaner, drama-CD:s, och en mangaserie. Titeln "Kanon" tros vara tagen från den musikaliska termen Kanon, samt att den andra animeadaptionen nämligen spelar Pachelbels Kanon i D som bakgrundsmusik i ett flertal utvalda scener.

## Sammanfattning
Kanons historia utspelar sig mitt i vintern, och handlar om fem flickor som på något sätt är kopplade till en och samma pojke, Aizawa Yuichi. Yuichi kommer efter sju år tillbaka till staden, där historien utspelar sig. Han minns i princip ingenting om vad som hände för sju år sedan och får, med hjälp av andra, successivt reda på mer och mer allt eftersom historien fortsätter. Yuichi bor hos sin kusin, Minase Nayuki, och hennes mamma, Akiko. 
Samma dag som Yuichi anländer så ber han Nayuki visa honom runt i staden. Nayuki kommer ihåg att hon glömt att köpa ett par saker till middagen så hon behöver gå till affären, Yuichi å andra sidan vill inte följa med in, med argumentet att han kan gå vilse så Nayuki lämnar honom på trottoaren. Bara en stund senare kommer en konstig flicka vid namn Tsukimiya Ayu och bokstavligt talat springer rätt in i Yuichi och de båda ramlar i backen. Väl på benen igen drar Ayu med sig Yuichi till ett café i närheten och erkänner att hon ofrivilligt stal en påse med taiyaki efter att ha blivit ivägskrämd av försäljaren innan hon fick chansen att betala. Yuichi tvingar Ayu tillbaka till försäljaren och ber om ursäkt för alltsammans. De två bestämmer att de ska mötas senare och Ayu springer iväg.
Yuichi är inte medveten om det till en början, men det är tre andra tjejer som han har glömt att han är bekant med. Allt eftersom historien fortsätter så lär han sig mer om de övernaturliga undertonerna i staden, han minns också mer om var och en av flickorna och vad det var som hände för sju år sedan i staden som är täckt av snö.

## Platser och teman
Flera av de viktiga platserna i Kanon är baserade på platser i staden Moriguchi i Japan. Key har konsekvent använt riktiga platser som inspiration till sina spel. Historien utspelar sig under vintern och eftersom det ofta snöar under spelets gång så visas alltid staden täckt med ett lager snö. Den täckande snön bidrar till den mystiska stämningen som omger historien.
Mirakel spelar en väldigt stor roll i historien. Alla karaktärer utsätts för olika händelser varpå ett mirakel till slut uppstår. Löftesgivanden och löfteshållanden görs också ofta i historien. Yuichi ger slutligen viktiga löften till var och en av de fem flickorna samtidigt som han uppfyller löften som han gav för sju år sedan när han besökte staden som liten. En av de mindre teman i historien är minnesförlust. Tre av huvudkaraktärerna - Yuichi, Ayu och Makoto - uppges var och en ha olika allvarliga former av minnesförlust. Minnesförlusterna används för att driva historien vidare.

## Spelstil
Spelet kräver ytterst lite interaktion med spelaren då den största delen av spelet går ut på att läsa texten som visas på skärmen och klicka för att se nästa textrad. Texten representerar dialogen mellan de olika karaktärerna. I originalversionen fanns det inga röster, först i de senare versionerna till Dreamcast och Playstation 2 ingick röster till alla karaktärer, med undantag för Yuichi som förblev stum i båda versionerna. I PSP-versionen så fick Yuichi äntligen en röst av röstskådespelaren Tomokazu Sugita. Med jämna mellanrum så kommer spelaren att hamna vid en valskärm där hon eller han får chansen att välja ett av alternativen som visas på skärmen, vanligtvis visas två eller fyra alternativ per gång. När detta inträffar pausas spelet tills spelaren valt ett alternativ, då det fortsätter baserat på det alternativ spelaren valde. 
Det finns fem historier som spelaren får chansen att uppleva, en för varje tjej i spelet. För att kunna följa varje historia till fullo så måste spelaren spela om spelet ett flertal gånger och välja olika alternativ för att kunna gå vidare i rätt historia.
Ett av målen med originalversionen var att spelaren skulle kunna se ett flertal hentai-scener där Yuichi och en av de fem tjejerna har samlag. Dessa scener tog dock bara upp tio procent av spelet. Key ville att spelaren skulle fokusera snarare på handlingen och karaktärerna.

### Konsolversioner
Till Dreamcast- och Playstation 2-versionerna av Kanon la man till nytt material för att ersätta sexscenerna. En ny tjej, Rumi Nanase, inkluderades. Rumi var med i bakgrunden under vissa scener i originalversionen men hon interagerade aldrig med någon. Rumi är hämtad från den visuella novellen One: Kagayaku Kisetsu e som skapades av samma team som gjorde Kanon. Rumi går i samma klass som Yuichi, det är så de möts.